# Rosental an der Kainach
Rosental an der Kainach è un comune austriaco di 1 728 abitanti nel distretto di Voitsberg, in Stiria.